# جوبة
جَوْبَة (بالإنجليزية: Lacuna)‏ في علم الأنسجة هي حيّز صغير يحتوي على خلية عظمية (بالإنجليزية: Osteocyte)‏ لو كان في العظم، أو خلية غضروفية (بالإنجليزية: Chondrocyte)‏ لو كان في الغضروف.

## في العظم
تقع الجَوبَة بين الصفاحات (بالإنجليزية: Lamella)‏، وتتألف من عدد من المساحات المستطيلة. تظهر الجوبة في شريحة مقطعية مجهرية عادية مرئيّة بالضوء المرسل، تظهر كبُقع معتمة مغزلية الشكل. ويعيش داخل كل جوبة على مدى حياتها خلية ذات تفريعات تُسمّى الخلية العظمية (بالإنجليزية: Osteocyte أو bone-cell  أو bone-corpuscle)‏. ترتبط الجَوْبات ببعضهم البعض عن طريق قنوات صغيرة تسمى قُنَيَّة أو نُفَيقُ العظم (بالإنجليزية: canaliculus)‏. لا تحتوي الجَوبَة أبدا في جميع الأحوال على أكثر من خلية عظمية واحدة. الجيوب الأنفية مثال على الجَوبَة .

## في الغضروف
الخلايا الغضروفية (بالإنجليزية: Chondrocyte)‏ تقع بداخل تجاويف تُدعَى جَوْباتُ الغضروف (بالإنجليزية: cartilage lacunae)‏. وتكون تلك الجوبات موجودة في مصفوفة مرتبة حول الخلايا الغضروفية في خطوط متحدة المركز، وكما لو كان قد تم تشكيلها في أجزاء متتالية حول الخلايا الغضروفية. هذا يُشكّل ما يسمى بمِحْفَظَةُ الفضاء (بالإنجليزية: capsule of the space)‏. عادة ما يكون بداخل كل جَوبَة خلية غضروفية واحدة ، ولكن خلال انقسام الخلايا قد تحتوي على اثنين أو أربع أو ثمانِ خلايا. توجد الجَوْبات بين صفائح ضيقة من مصفوفة متكلّسة تُدعَى الصفاحات (بالإنجليزية: Lamella)‏.

## وصلات خارجية
- Bioweb at UWLAX aplab
- Bone histology photomicrographs